# 그래픽 디자인

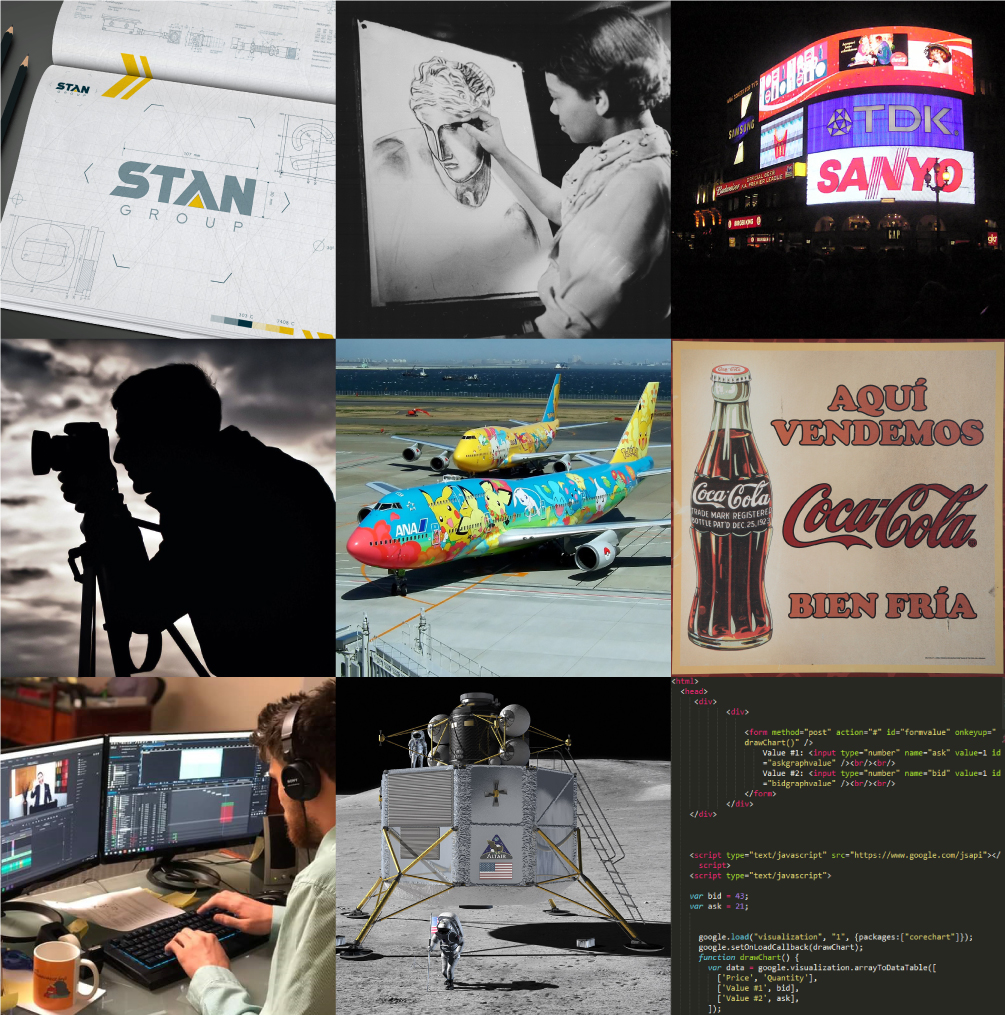
그래픽 디자인은 브랜드 디자인, 기술적·예술적 드로잉, 사이니지, 사진, 이미지·비디오 편집, 3D 모델링, 애니메이션, 프로그래밍 등 다양한 응용 분야에서 다뤄질 수 있다.

그래픽 디자인(영어: graphic design)은 특정 메시지 (혹은 콘텐츠)와 이를 전달하려는 대상자에게 걸맞은 매체 (인쇄물, 웹사이트, 동영상 등)를 선택하여 표현 또는 제작하는 창의적인 과정이며 주로 의뢰인의 프로젝트를 디자이너가 (선택한 매체에 따라 제 3의 전문가를 동원하여) 완성하는 관계로 성립된다.
'그래픽 디자인'이라는 용어는 더 넓게는 여러 시각 디자인 (visual communication)에 종사하는 예술적 혹은 전문적 활동과 연구영역을 지시할 때 쓰이며, 그래픽 디자인 영역을 통틀어서 '커뮤니케이션 디자인 (communication design)'이라고도 지칭한다.
특정 아이디어나 메시지를 시각적으로 묘사하기 위하여 언어, 기호, 그림 등의 조합을 사용하는 다양한 디자인 방법론 중에는 타이포그래피, 시각 예술 (visual arts), 그리고 레이아웃 (page layout) 등이 있는데, 이러한 커뮤니케이션 작업 과정과 더불어 그 디자인의 최종결과물 자체 또한 그래픽 디자인이라 일컫는다.
그래픽 디자인이 가장 널리 사용되는 분야로는 아이덴티티 (identity) 디자인 (로고디자인, 브랜드 이미지 통일화 작업 등), 웹 디자인, 인쇄물 (잡지, 신문, 책 등), 광고와 포장 디자인 (product packaging) 등이 있다.

## 역사
학문으로서 그래픽 디자인은 근대 역사와 관련이 있는데, 그래픽 디자인화 된 것은 인류활동의 역사에 여러 부분에서 확인 할 수 있다. 라스코 동굴벽화, 로마 트로야누스 콜룸의 중세시대 필사본을 각인 장식한 것에서부터 긴자의 화려한 네온에까지 이른다. 이 장황한 역사와 함께 비주얼 커뮤니케이션은 20세기와 21세기에 급격히 폭발적으로 증가하는데, 이는 광고, 그래픽 디자인과 순수예술의 겹쳐지며 경계가 모호해지면서 확장된다.
이후에 공통 요소들, 이론, 원리, 방법과 언어들, 때때로 같은 후원자와 의뢰자 클라이언트가 공유된다. 광고예술에서, 최종적인 목적은 상품과 서비스를 판매하는 것이다.
그래픽 디자인에서 본질은 '가공품을 사람들에게 정보를 제공하고, 표현해서 사람들이 이 물건을 사용하게끔 이끌어 내는 것이다'.

#### 인쇄의 출현
4세기에서 7세기 당 나라(618-906)에서 나무 블록을 조각하여 무늬를 만들고 후에 불교 승자들의 글을 제작하였다. 불자들의 글이 868년 최초로 책으로 인쇄되었다. 11세기가 시작되며, 긴 두루마리와 책이 이동가능한 형태로 인쇄되기 시작했으며 송나라(960-1279)동안에 책으로 널리 만들어지게 되었다. 1450년가량 유럽에서, 요한 구텐베르그가 활자 인쇄로 책 보급하기 시작하였다. 알두스 마누티우스의 책 디자인은 서양 출판 디자인의 토대가 되어 책의 구조를 개발하게 되었다. 이 그래픽 디자인의 시대를 휴머니스트 혹은 올드 스타일’이라 부른다.

#### 디자인 산업의 출현
19세기 후반 유럽, 특히 영국에서는 그래픽 디자인이 순수예술에서부터 독립되는 운동이 시작되었다. 피트 몬드리안은 그래픽 디자인의 아버지로 잘 알려져 있다. 그는 순수예술가였으나 그의 그리드 사용은 근대 그리드 체계에 영향을 주었으며 현재의 광고, 인쇄, 웹 레이아웃에 사용된다.
1849년, 헨리 콜은 영국의 디자인 교육의 가장 영향력있는 사람중의 하나가 되었고, 그의 ‘디자인과 제품 저널’의 디자인의 중요성을 정부가 널리 알렸다. 그는 1851년에 런던 만국박람회를 기획하여 빅토리안 디자인과 근대상공업의 연계를 꾀하여 미술협회를 활용한 디자인의 현상(懸賞) 대회를 개최하였다.
1891년에서 1896년까지 윌리엄 모리스의 켈름스콧 프레스 출판사를 설입하여 ‘아츠 앤드 크라프츠 운동’이라는 근대 디자인 운동의 발단이 되었고, 세련되고 정교한 스타일의 책을 만들어 판매하는 것으로 막대한 이익을 창출하는 산업을 만들어 냈다. 모리스는 시장에서 그래픽 디자이너의 일을 정의하였고 순수예술에서 제품으로의 디자인이 분리되 나오는 출판업의 그래픽 디자인 분야의 선구자가 되었다.켈른스콧 프레스사는 관념화되어있는 중세 스타일에 특성화를 부여하였다. 중요한 것은 이 중세예찬이 교착하면서, 점차 19세기 디자인 문명에 대한 비판이라는 형태를 취하게 되었다. 모리스의 작품은 개인인쇄 운동을 낳았고 후에 아르누보로 직접 이어지게되며, 20세기 초기 그래픽 디자인의 발달을 가져왔다.

#### 20세기 디자인

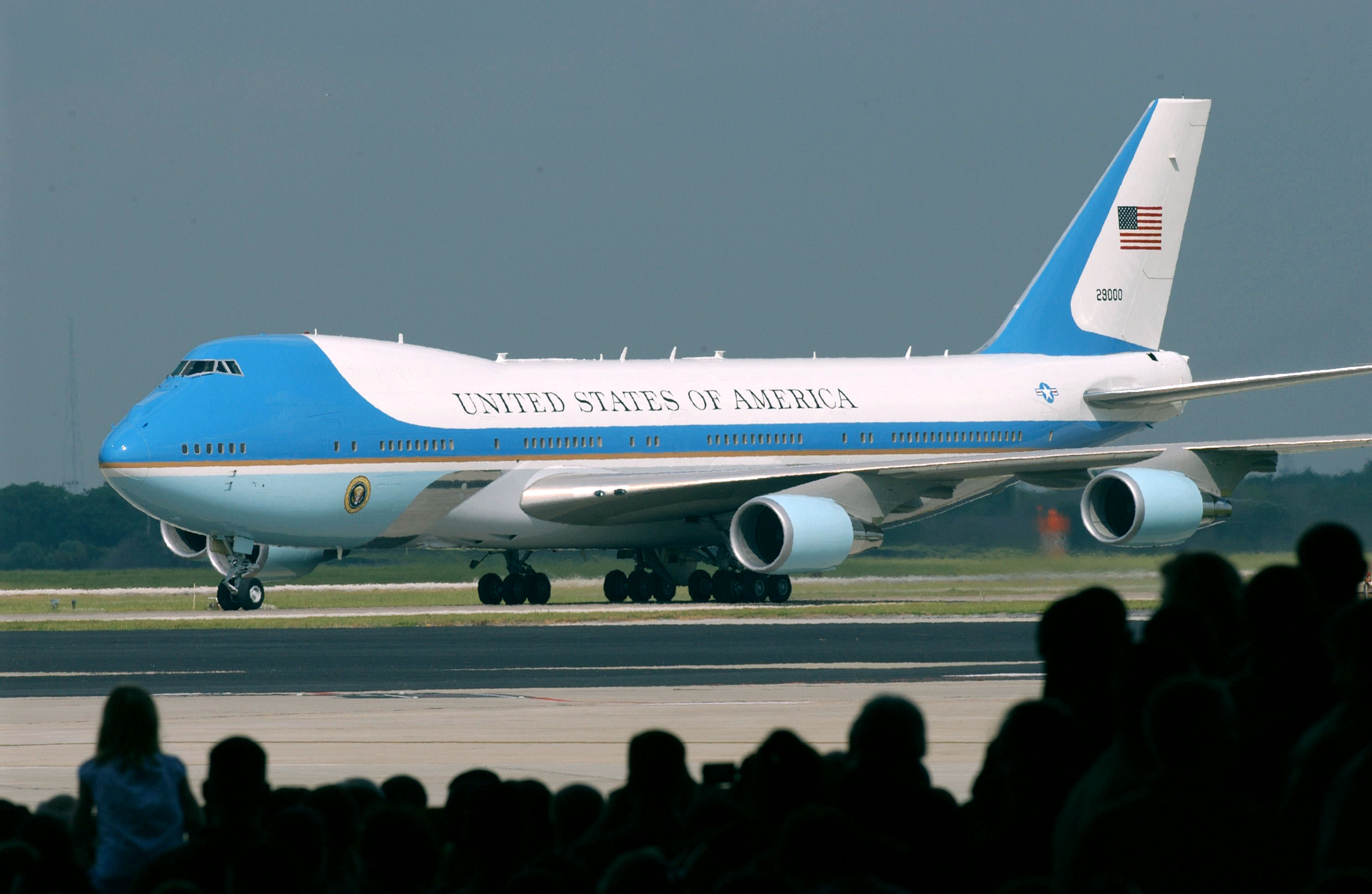
보잉 747기 에어포스 원에 의해 디자인되었다. 이 푸른빛의 스타일은 각기 다른 시대에 만들어진 미국 국기, 미국 주조, 칼슨 글자체를 디자이너 레이몬드 로위가 하나로 디자인한 결과다

‘그래픽 디자인’이란 용어를 누가 만들어 냈는지에 대해서 논쟁이 있었다. 영국 디자이너, 학자인 리차드 귀야트로 생각되나 일부에서는 20세기 초반의 미국 책 디자이너 윌리엄 에디슨 드위긴으로 생각하기도 한다. 1916년 폰트 디자이너 에드워드 존스톤에 의해 디자인된 런던 지하철은 근대사의 디자인의 대표 예로 상징된다.
1920년대, 러시아 구축주의는 ‘지식적인 생산품’ 이란 생산품의 다른 영역을 제안하였다. 이 운동은 혁명적인 러시아의 쓸모없는 산업주의적인 예술에서 후에 실용적인 목적의 생산품을 제작하게 된다. 그들은 빌딩, 극장 무대, 포스터, 패브릭, 옷, 가구, 로고, 메뉴 등을 디자인한다.
얀 치홀트는1928년 자신의 책’ 신 타이포그래피’에서 근대 타이포그래피의 원리를 조직화했다. 후에, 그는 파시스트를 신봉하는 철학을 책에 나타내어 이 책이 거부되었지만 여전히 굉장한 영향을 남기고있다. 치홀트, 바우하우스의 타이포그래퍼 허버트 바이어와 라즐로 모흘리-나기와 엘 리시츠키가 오늘날 그래픽 디자인의 아버지로 잘 알려져 있다. 이 선구자적인 테크닉과 문체적 도안은 20세기 전체에서 사용되었다. 그 뒤로 그래픽 디자인의 근대 스타일은 수용되고 응용되어 멀리 보급되었다. 2차 대전이 발생한 후, 미국 경제에 그래픽 디자인, 주로 광고와 패키지에 많이 필요하게 되었다. 독일 바우하우스 그래픽 학교가 시카고로 1937년 이주하게 되어 ‘대량생산’의 미니멀리즘이 미국으로 옮겨온다; ‘모던’ 건축과 디자인의 불꽃이 일어나게 된다. 20세기 중반 근대 디자인의 저명한 사람인 유니버스 서체와 푸루티거의 아드리안 푸루티거; 1930년후반부터 죽음직전인 1996년의 바우하우스의 선구자 폴 랜드, 인기있는 광고와 로고 디자인, 유럽의 미니멀리즘이 미국에서 색다르게 창조되도록 한다. 회사 아이덴티티에 그래픽 디자인이 요소로 사용되도록 한 선구자이다. 또한,1950년대에서 1970년대에 전형적인 양식의 포스터를 디자인한 요세프 뮐러 브로크만이 있다.

## 응용
교통 표지판에서 기술적인 도식까지, 회사 내의 계약서에서부터 참고 매뉴얼까지, 그래픽 디자인은 지식의 전달을 강화시켰다. 글을 시각적으로 소개하여 가독성을 증가하였다. 디자인은 또한 시각적 정보전달을 통하여 아이디어나 제품을 판매를 촉진시킬 수 있다. 회사의 고유 로고, 색깔, 패키지와 글과 같은 회사의 아이덴티티 요소로 제품에 응용된다. 이는 ‘브랜딩’으로 함께 정의될 수 있다. (광고 참고)
회사 아이덴티티와 나란히 브랜딩은 많은 그래픽 디자이너에게 제안되어 만들어지는 점점 중요한 부분으로 떠올랐다. 브랜딩은 회사 아이덴티티 마크이거나 제품, 서비스의 상징 이름이 되기 때문에 시간이 지남에 따라 바뀔 수 있는 편이지만, 회사 아이덴티티 CI는 회사 구조나 정신, 널리 알려지는 회사의 외부 이미지와 폭넓게 연결된 다양한 의미를 지니기 때문에 좀 더 엄격하게 만들어진다. 그래픽 디자이너들은 종종 회사 아이덴티티나 브랜딩 프로젝트의 팀원으로 속하여 일하게 된다. 다른 팀의 사원들, 마케팅 전문가, 커뮤니케이션 컨설턴트와 커머셜 라이터들이 포함될 수 있다. 교과서, 예를 들어 지리학, 과학, 수학과 같은 과목에 디자인을 표현한다. 이 책들은 이론과 도표를 그려 표현한다.
교육용 그래픽의 일반적인 예로, 인체 해부도의 사용을 들 수 있다. 또한 좀 더 쉽게 이해되도록, 좀 더 정보에 근접하게 할 수 있게 교육용으로 레이아웃과 표에 맞춰 그래픽 디자인으로 표현된다. 그래픽 디자인은 엔터테인먼트 산업인 장식, 무대장치와 비주얼 스토리 텔링에도 사용된다. 엔터테인먼트의 디자인의 다른 예로, 소설, 만화책, 영화의 오프닝 크레딧, 클로징 크레딧, 프로그램과 프로그램의 스테이지를 들 수 있다. 또한, 티셔츠와 다른 아이템의 스크린 인쇄 판매 상품의 예술 표현을 들 수 있다.
과학저널에서 뉴스까지, 정보와 사설전달에까지 그래픽이 증가하고 시각적 정보가 제작되고 있다- 정보 디자인 신문, 잡지, 블로그, 텔레비전과 영화 다큐멘터리에 그래픽 디자인이 사용된다. 웹의 광고를 위해 인포메이션 디자이너들을 대화형 매체, 예를 들어 어도비 플래시 같은 것을 사용하여 바탕 화면에 새로운 내용을 표현한다.

## 기술
그래픽 디자인 프로젝트는 글을 양식화하고 표현하는데 그래픽 디자이너가 이미지로 표현하기 전에 이미지화되어야 한다. 예를 들어, 신문에서, 기자와 사진기자가 스토리를 구상하면 그 후에 그래픽 디자이너는 자신의 일인 페이지레이아웃을 알맞게 구상하고 혹은 다른 그래픽요소를 첨가한다. 매거진 사설과 광고에서는 종종 그래픽 디자이너와 아트 디렉터가 사진작가나 일러스트레이터에게 페이지 레이아웃에 맞는 작품 제작을 의뢰한다. 현대 디자인사용은 근대 컴퓨터 도입으로 예를 들면 WYSIWYG 이지윅 사용자 인터페이스, 인터렉티브 디자인 혹은 멀티미디어 디자인으로 확장되었다.

## 도구

컴퓨터로 만들어진 그래픽 디자인의 예, 위키미디어 컴온스 프로젝트의 다양한 아이콘

마음은 그래픽 디자인 툴의 가장 중요한 것일지 모른다. 테크놀로지는 별도로 생각하고, 그래픽 디자인에는 사리판단과 창의성이 필요하다. 비평, 관찰, 양질과 같은 분석적인 생각이 디자인 레이아웃과 렌더링에 필요하다. 만약 실행자가 단지 다른 디자이너(예를 들어, 아트 디렉터)에게 제공받은 문제 해결법에만 따라 간다면(예를 들어 스케치, 스크립트나 지식), 실행자는 디자이너를 고려하지 않은 것이다.
표현 방법(예: 배열, 스타일, 매체)도 디자인에서 똑같이 중요하다. 레이아웃은 전통적인 표현 방법 혹은 디지털 이미지 표현 방법으로 제작된다. 개발단계와 표현 방법은 대중에게 이 프로젝트를 어떻게 전달할 것인가에 따라 달라진다.
1980년대 중반, 데스크톱이 출현하고 그래픽 응용 소프트웨어가 도입되기 전에 이미 디자이너들에게 컴퓨터 합성 이미지와 창조의 시대가 등장하였다. 컴퓨터 그래픽 디자인은 디자이너에게 손쉽게 레이아웃과 타이포그래픽을 바꾸고, 많은 공간 사용 없이 전통적인 재료사용 방법의 효과를 실험할 수 있게 하였다. 그러나, 컴퓨터로 결론에 도달하기까지 전통적인 도구들, 예를 들어 연필 혹은 마커는 여전히 사용된다; 디자이너나 아트 디렉터들은 다량의 수작업 컨셉 스케치를 초기 개발 단계에서 사용한다. 그 몇몇의 스케치들은 디자이너가 아이디어를 컴퓨터와 그래픽소트프웨어를 사용하여 만들기 전인 초기 단계에서 클라이언트에게 보여주기도 한다.
컴퓨터는 그래픽 디자인 산업의 절대적으로 빠져서는 안되는 도구가 되었다. 컴퓨터와 소프트웨어는 디자인을 전통적인 방법보다 더 효과적이고 전문적으로 창조하여 보여준다. 그러나, 몇몇의 디자이너, 밀튼 글레이저와 같은 디자이너는 여전히 예전 방법과 전통적인 도구들을 사용한다.
새 아이디어는 도구와 방법의 시도로부터 온다. 어떤 디자이너들은 컴퓨터 폰트, 클립아트, 스톡 포토 혹은 렌더링 필터(예. Kai's Power Tools)이 특정 배치를 함으로 창작에 제한을 두지 않고 여러가지를 생각하며 연필과 종이로 아이디어를 확장해 나간다. 다른 이들은 컴퓨터의 많은 다른 툴과 소스를 이용하고 섞어서 창작하는데 영감을 얻는다. 그래픽 디자인의 가장 핵심 요점은 툴을 사용함으로 고유의 이미지를 의미있게 전달하는 것이다.

#### 컴퓨터와 창작 작업
그래픽 디자인의 컴퓨터 사용이 창작작업을 강화하는지 아닌지에대한 토론이 있다. 컴퓨터의 사용은 많은 디자이너들에게 아이디어를 좀 더 빨리 많은 디테일들을 나타내는데 전통적인 수작업 렌더링 혹은 종이에 복사하기에 비해 유동적이고 창의적인 작업을 진행하는데 도와준다. 그러나, 제한 없는 선택이 디자인 문제 해결을 위한 최고의 디자인을 만드는 해결책이 되지는 않으며 깔끔하지 않은 디자인 결과물을 계속해서 되풀이하게 할 수 있다.
그래픽 디자이너는 다양한 탐색을 위해 스케치를 사용해야하거나 소프트 웨어의 복합성과 산란함 없이 아이디어를 빨리 복합할 수 있어야 한다.

## 직업
그래픽 디자인 경력은 창의력 스펙트럼 전체를 포함하고 종종 겹쳐지게 된다. 그래픽 디자이너의 직업의 주된 책임의식은 미디어의 여러 타입의 비주얼 요소를 잘 배열하는 것이다. 주요 직업명으로는 그래픽 디자이너, 아트 디렉터, 크리에이티브 디렉터와 초기단계 프로덕션 아티스트가 포함된다. 기업화될 때는 ‘DTP Associate’ 나 ‘그래픽 아티스트’ 라는 여러 다른 책임 직함으로 쓰이기도 하는데, 타이틀이 여럿으로 나뉘지만 그래픽 디자인의 원칙은 바뀌지 않는다. 직책은 특별한 기술, 예를 들어 일러스트레이션, 사진 혹은 인터렉티브 디자인에 따라 명칭이 붙을 수 있다.
그래픽 디자이너는 아트 디렉터, 크리에이티브 디렉터 혹은 시니어 미디어 크리에이티브에게 보고한다. 디자이너가 좀 더 숙련자(시니어)가 될 때, 그들은 디자인 미디어에 시간을 좀 더 적게 할애하고 좀 더 많은 시간을 다른 디자이너들이 창조적 활동을 할 수 있게 지시하고 이끌어 준다. 예를 들어, 브랜드 개발과 기업 아이덴티디 개발 등을 이끌어 간다. 그래픽 디자이너가 좀 더 숙련자가 되었을 때, 그들은 좀 더 클라이언트들과 좀 더 직접적으로 영향을 미치게 된다.
20세기 이전의 디자인은 순수미술과 크게 벗어나지 않는 취미적 도안, 혹은 응용미술에 국한되었으나, 9세기 말엽부터 유럽에서 다색 인쇄를 이용한 포스터창작이 이루어지면서, 20세기 초 미술문화 운동들이 현재의 그래픽 디자인의 초석이 되었다.

## 같이 보기
- 건축
- 색 이론
- 그래픽스
- 신문
- 정보 그래픽스
- 로고타이프
- 종이, 펜
- 타이포그래피
- 웹 디자인
- 컴퓨터그래픽기능사
- 그래픽디자이너
- 정보 아키텍처
- 통계학
- 테크니컬 일러스트레이션
- 일러스트레이션
- 정보디자인
- 다이어그램
- 지식 시각화
- 콘텐트 관리
- 사인
- 비주얼리터러시
- 테크니컬 커뮤니케이션
- 다이어그램
- 길찾기
- 카토그라피
- 뉴 에포크 노테이션 페인팅
- 웹인덱싱
- 순수 언어

1. ↑  Vise, Kristen. “An Interdisciplinary Approach to Graphic Design”. College of Liberal Arts. 2021년 4월 14일에 원본 문서에서 보존된 문서. 2021년 10월 13일에 확인함.